# Asplenium tyrrhenicum
Asplenium tyrrhenicum är en svartbräkenväxtart som beskrevs av Cubas, Pangua, Rosselló. Asplenium tyrrhenicum ingår i släktet Asplenium och familjen Aspleniaceae. Inga underarter finns listade.